# Eliott Crestan
Eliott Crestan (né le 22 février 1999 à Namur) est un athlète belge, spécialiste du 800 m. Il est affilié au Sambre et Meuse Athlétique Club de Namur (SMAC).

## Biographie
Eliott Crestan est le fils d'Hermès Crestan, d'origine italienne, et de Nathalie Noël.
En juillet 2018 à Tampere, il remporte la médaille de bronze du 800 m lors des championnats du monde juniors.
Le 9 août 2018, il participe aux séries du 800 m des championnats d'Europe à Berlin. Il réalise le 12e temps avec un chrono de 1 min 47 s 35. Mais ce dernier ne lui permettant pas d'être qualifié pour la suite de la compétition.
Le 6 février 2021, il bat le record de Belgique du 800 m en salle, en courant en 1 min 46 s 40. Il devient champion de Belgique en salle du 800 m quelques jours plus tard à Louvain-la-Neuve, avec un temps de 1 min 46 s 83. L'année suivante, il améliore son record de Belgique aux championnats de Belgique en courant en 1 min 46 s 11.
Le 10 février 2024, il remporte le 800 m du meeting en salle d'athlétisme de Liévin en améliorant son record à 1 min 45 s 10.
En mars 2024, Eliott Crestan décroche la médaille de bronze en prenant la 3e place de la finale des Championnats du monde d'athlétisme en salle à Glasgow.
En juillet 2024, au Meeting de Paris, il bat le record de Belgique du 800 m, détenu par Ivo Van Damme depuis 1976, en terminant la course en 1 min 42 s 43.
Lors des Jeux olympiques 2024 à Paris, il se qualifie pour la demi-finale où il se classe 5e.

## Palmarès
| Date | Compétition                    | Lieu      | Résultat | Epreuve | Temps         |
| ---- | ------------------------------ | --------- | -------- | ------- | ------------- |
| 2016 | Championnats d'Europe cadets   | Tbilissi  | 7e       | 800 m   | 1 min 52 s 68 |
| 2018 | Championnats du monde juniors  | Tampere   | 3e       | 800 m   | 1 min 47 s 27 |
| 2019 | Championnats de Belgique       | Bruxelles | 1er      | 800 m   | 1 min 48 s 43 |
| 2022 | Championnats d'Europe          | Munich    | 8e       | 800 m   | 1 min 45 s 68 |
| 2023 | Championnats d'Europe en salle | Istanbul  | 3e       | 800 m   | 1 min 47 s 65 |
| 2024 | Championnats du monde en salle | Glasgow   | 3e       | 800 m   | 1 min 45 s 32 |
| 2025 | Championnats d'Europe en salle | Apeldoorn | 2e       | 800 m   | 1 min 44 s 92 |
| 2025 | Championnats du monde en salle | Nankin    | 2e       | 800 m   | 1 min 44 s 81 |

## Records personnels
| Épreuve | Performance        | Lieu      | Date              |
| ------- | ------------------ | --------- | ----------------- |
| 400 m   | 48 s 07            | Nivelles  | 20 mai 2017       |
| 800 m   | 1 min 42 s 43 (RN) | Paris     | 7 juillet 2024    |
| 1 000 m | 2 min 28 s 12      | Bruxelles | 11 septembre 2015 |
| 1 500 m | 4 min 1 s 56       | Huizingen | 6 août 2016       |

| Épreuve | Performance        | Lieu    | Date            |
| ------- | ------------------ | ------- | --------------- |
| 400 m   | 48 s 07            | Gand    | 27 janvier 2018 |
| 800 m   | 1 min 44 s 69 (RN) | Ostrava | 4 février 2025  |